# Huarte/Uharte
Huarte/Uharte település Spanyolországban, Navarra autonóm közösségben. Huarte/Uharte Esteribar, Egüés, Burlada, Villava és Ezcabarte községekkel határos. Lakosainak száma 7737 fő (2024).

## Népesség
A település népessége az elmúlt években az alábbi módon változott:
| Lakosok száma | 2952 | 3623 | 5157 | 5858 | 6543 | 6941 | 6917 | 7101 | 7312 | 7737 |
|               | 2001 | 2004 | 2007 | 2009 | 2012 | 2014 | 2017 | 2019 | 2022 | 2024 |